# Pulskorvisserij

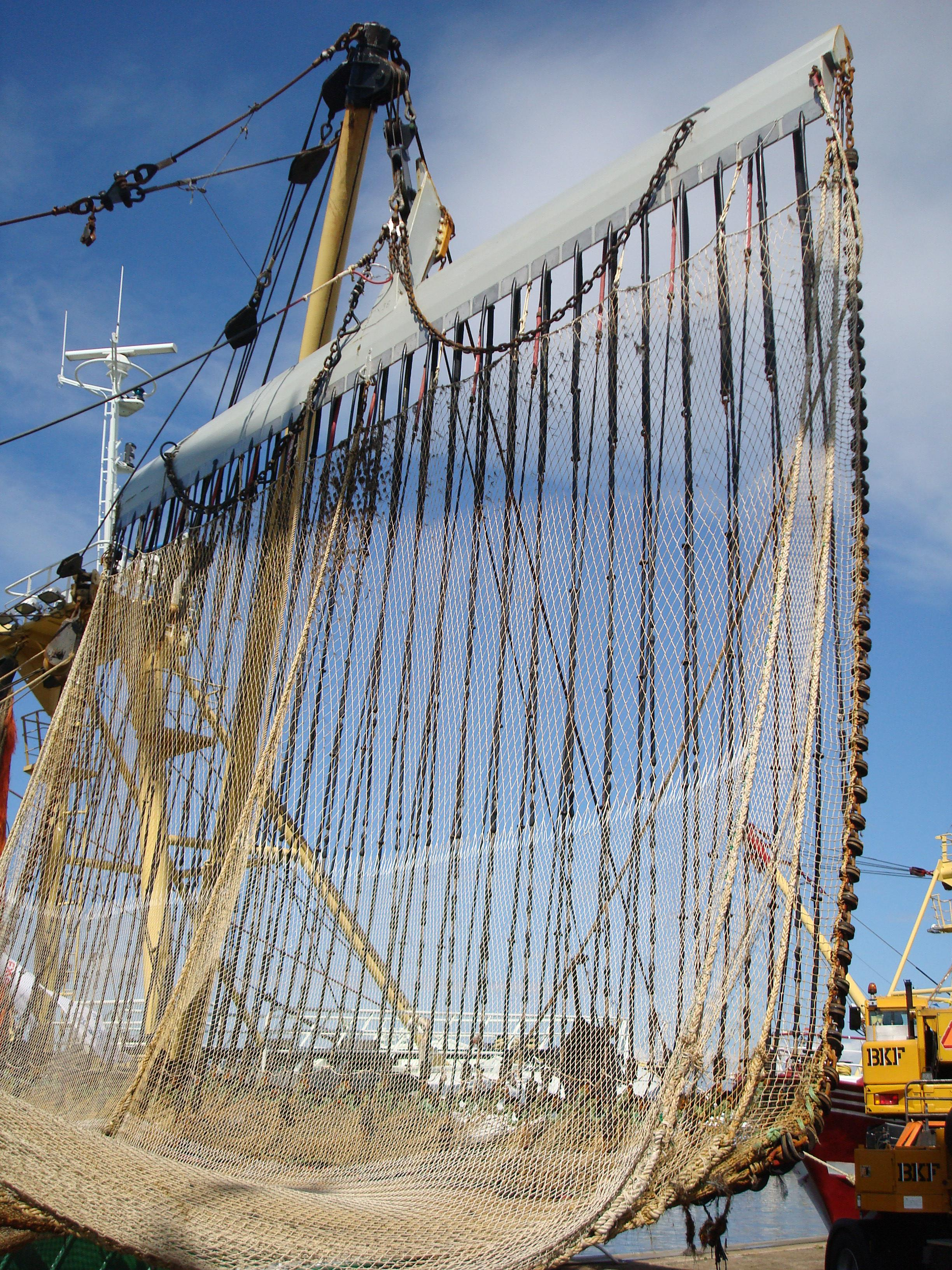
De pulskor: elektrodes hangen in de sleeprichting van het tuig en veroorzaken een elektrisch veld op de bodem, waardoor de platvis opschrikt van de bodem en in het net terechtkomt

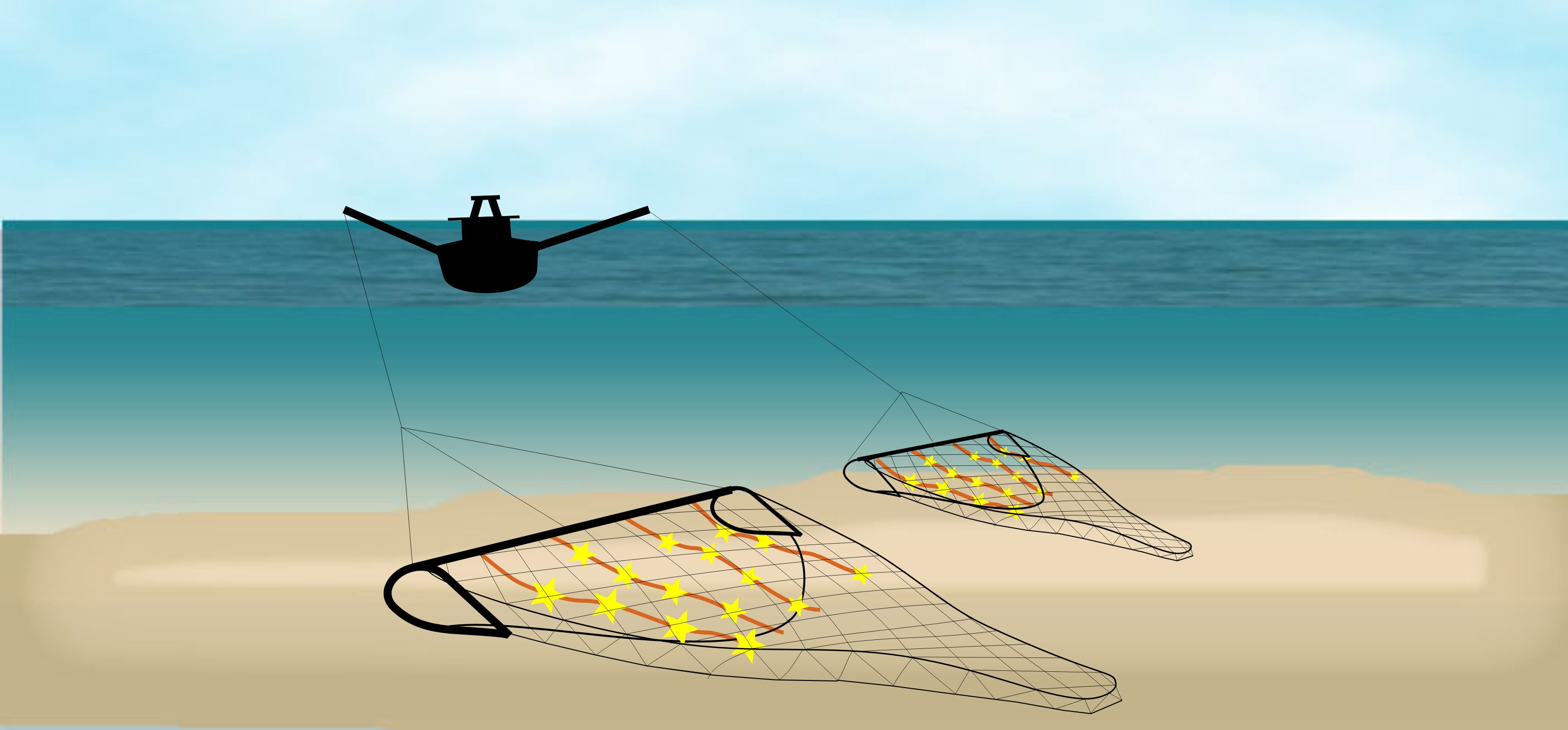
Schematische afbeelding pulskortechniek

Pulskorvisserij (ook wel pulsvisserij genaamd) is beroepsvisserij met behulp van sleepnetten over de zeebodem. In plaats van met kettingen die over de bodem slepen, zoals bij de gangbare boomkorvisserij, wordt de vis het net ingejaagd door pulsen van elektrische stroom die worden afgegeven via strengen van elektroden. De pulskorvisserij is met name gericht op de platvis tong, met als bijvangst schol. Daarnaast wordt het ook op beperkte schaal toegepast bij de visserij op garnalen. De techniek, die in Nederland ontwikkeld is, is vanaf 2019 binnen de EU verboden. 

## Achtergrond
De pulskorvisserij wordt met name toegepast bij de visserij op platvis. In die visserijtak worden technieken gebruikt die de platvis van de bodem opschrikken, zodat de vis vervolgens met het net kan worden opgeschept. Bij de conventionele boomkorvisserij vindt het opschrikken plaats door beroeren van de zeebodem met zogenoemde wekkerkettingen. Dit zijn stalen kettingen die in de breedte van de netopening zijn gemonteerd (wekkers) of meer achter in het net aan de grondpees (kietelaars) en die over de zeebodem worden gesleept. Het vistuig dat bij de pulskorvisserij wordt gebruikt, de puls, heeft geen wekkers en kietelaars maar kabels met elektroden voorzien van geïsoleerde en geleidende elementen die in de sleeprichting zijn opgehangen. Met de pulskor wordt korte tijd een elektrisch veld op de zeebodem opgewekt. Diervriendelijk is het volgens critici niet, maar de vis wordt door de stroomstoot niet gedood of verdoofd. De bodemvis reageert met een soort stuip, een onwillekeurige schrikreactie waardoor hij uit het zand opspringt en in het net terechtkomt.
Deze manier van vissen vraagt minder energie omdat het tuig lichter is, een lagere vissnelheid vereist en minder in contact staat met de zeebodem en dus minder weerstand oplevert. Daardoor is minder brandstof nodig om het tuig te gebruiken en is het dus goedkoper in gebruik. Omdat de pulskor de zeebodem niet 'omploegt', vernielt deze manier van vissen het ecosysteem van de bodem minder dan de traditionele boomkor.

## Verbod en ontheffing
In de Europese Unie is vissen met elektriciteit in verboden. In de zuidelijke Noordzee is sinds het jaar 2007 een (tijdelijke) ontheffing voor het gebruik van de puls verleend voor vijf procent van de boomkorvloot van de lidstaten. Deze ontheffing is bedoeld om wetenschappelijk onderzoek naar de vismethode mogelijk te maken. Sinds 2009 viste een steeds groter aantal Nederlandse vissers onder het mom van onderzoek met de pulstechniek. In 2013 ging het om 42 kotters. In 2014 zijn extra ontheffingen verleend en in 2017 visten 84 Nederlandse kotters met stroomstoten. Ook 12 Britse en 10 Belgische vissersboten hadden tot 2020 vergunning om elektrisch te vissen. Onder traditionele vissers bestaat weerstand tegen de werkwijze. Het Europese parlement heeft begin 2018 gestemd voor een verbod op de elektrovisserij op de Noordzee. In 2019 liepen veel Nederlandse vergunningen af. De Europese Commissie besloot begin 2019 dat de ontheffingsvergunning voor de meeste schepen van Nederlandse pulskorvissers niet verlengd werd. Toegelaten bleef het oorspronkelijk percentage van 5% van de boomkorvisserijvloot, dat is ongeveer zeven vaartuigen. In 2021 werd, na een beroep op de Wet openbaarheid van bestuur, duidelijk dat de Nederlandse overheid de Europese Unie jarenlang misleidde door veel meer vergunningen te verstrekken dan die 5% toestond. Het beroep dat Nederland instelde tegen het verbod bij het Europees Hof van Justitie werd verworpen. In juli 2021 moesten dan ook de laatste Nederlandse kotters stoppen met de pulskorvisserij. Veertig Nederlandse vissers eisten via de organisatie VisNed financiële compensatie hiervoor van de Nederlandse overheid via de rechter.

## Economie
Het nettoresultaat in de Nederlandse pulskorvisserij was in 2012 gunstiger dan in de traditionele boomkorvisserij: voor elke honderd euro opbrengst in de boomkorvisserij werd een verlies geleden van 7 euro, terwijl in de pulskorvisserij voor elke 100 euro juist een winst werd gemaakt van 11 euro. Dat komt omdat de totale kosten in de pulskorvisserij lager uitkwamen: investeringskosten (afschrijvingen), vistuigkosten en vooral deellonen voor bemanning namen toe, maar de kosten voor brandstof kwamen aanzienlijk lager uit, waardoor per saldo een gunstiger resultaat werd bereikt.

## Vangstsamenstelling
Met de pulstechniek wordt minder vis gevangen in vergelijking met de boomkor. De samenstelling van de vangst verschilt aanzienlijk: het grootste verschil in vangstsamenstelling is de verhouding tong/schol. Bij puls is tong goed voor 34% van de aanlandingen, bij traditionele boomkor is dat 12%. De pulstechniek leent zich dus relatief goed voor het vangen van tong. In 2012 hebben 25 pulskorvissers een jaar lang hun vangstsamenstelling bemonsterd, onder begeleiding van IMARES. Tussen schepen, seizoenen en gebieden waren veel verschillen. Het gemiddelde beeld is dat de vangst bestaat uit: 31% aanlandingen, 10% ondermaatse schol en tong, 7% overige visdiscards, 18% bodemdieren en 34% dood en levenloos materiaal.

## Sterkte en effect
Het elektrisch veld dat met puls opgewekt wordt heeft niet onder alle omstandigheden en voor alle vis (en andere organismen) dezelfde effecten.
De geleidbaarheid en de sterkte van de stroomstoot onder water hangt onder andere af van:
- Het verschil in geleidbaarheid van de zeebodem en die van zeewater;
- De bodemsamenstelling: een slibrijke bodem heeft een betere geleidbaarheid dan een zandrijke bodem;
- Het zoutgehalte van het water: zout water geleidt beter dan zoet water;
- De watertemperatuur: warm water geleidt beter dan koud water.

Het effect van de puls verschilt al naargelang:
- De geleidbaarheid van de vis en anatomie;
- De intensiteit (μs en Hz) en de veldsterkte (V/cm) van de puls;
- De snelheid waarmee de vis gevangen wordt met het pulsvistuig: als een schip sneller vist, dan staat de vis minder lang bloot aan het elektrische veld;
- De lengte en optuiging van geleidende en isolerende elektrodedelen;
- De afstand tot de geleider: hoe dichter bij de geleider, hoe sterker de stroomstootjes;
- De vorm en de lengte van de vis of de spiermassa: hoe langer de vis of hoe meer spiermassa, hoe krachtiger de spieren samentrekken als gevolg van stroomstootjes;
- De oriëntatie van de vis: het maakt uit of een vis parallel of loodrecht ligt ten opzichte van het elektrische veld. Het potentiaalverschil over het lichaam is bepalend.

## Ecologisch effect
Het elektrische veld dat met puls wordt opgewekt kan effect hebben op alle dieren die ermee in aanraking komen. De effecten verschillen afhankelijk van de omstandigheden en de diersoort. De manier waarop vissen, haaien en bodemdieren reageren op visserij met puls verschilt van soort tot soort. De volgende effecten zijn onderzocht in het laboratorium of op zee: 
- Bodemberoering – de elektrokor is lichter dan het traditionele boomkor, waardoor het zich minder diep de bodem in graaft. Daarnaast leggen pulskorvissers per uur kortere afstanden af, door de lagere vissnelheid. Dat maakt dat het totaal beviste zeeoppervlak lager ligt.
- Bodemdieren – de effecten van de puls op sterfte van verschillende bodemdiersoorten in laboratoriumproeven waren klein. Naar verwachting is de hoeveelheid directe sterfte van bodemdieren die achterblijven na bevissing met puls daarom lager dan in de traditionele boomkorvisserij. Voor zagers, strandkrabben en mesheften bleek uit laboratoriumproeven wel dat ze een verlaagde overlevingskans hebben nadat ze in aanraking kwamen met een elektrisch veld zoals dat ook gebruikt wordt in de pulskorvisserij.
- Kabeljauw – in de pulskorvisserij zijn kabeljauwen met gebroken ruggenwervels aangetroffen. Ook in de laboratoriumproeven bleek dat de pulskorvisserij kan zorgen voor een verhoogd risico op breuken bij volwassen kabeljauw.
- Haaien en roggen – voor haaien en roggen zijn er nog weinig effecten aangetoond; in een laboratoriumonderzoek werd geen letsel gevonden bij hondshaaien als gevolg van puls. Onderzoek naar mogelijke effecten op het elektrische zintuig van haaien en roggen wordt op dit moment uitgevoerd.
- Overlevingskansen schol- en tongdiscards – proeven op zee toonden aan dat de elektrokor minder beschadiging aanbrengt bij gevangen vis ten opzichte van het traditionele boomkor. De betere kwaliteit van de vis door pulsvissen zou de overlevingskans van schol en tong kunnen vergroten. Dit is echter nog niet onderzocht.

| Overzicht van de effecten van puls op kabeljauw, wijting, haaien en bodemdieren. | |
| Onderzoek                                                                        | Resultaat |
| Ruggengraat kabeljauw en wijting opengelegd na vangst op zee                     | - Breuken in ruggengraat bij 9% van de 45 gevangen kabeljauwen - Breuken in ruggengraat bij ~2% van de 47 gevangen wijtingen - Geen breuken in kabeljauwen gevangen met boomkortuig |
| Effecten op 20 kabeljauwen in laboratoriumomstandigheden                         | Effect op kabeljauw die dichter dan 10 cm bij de elektrode komt: - 4 dood kort na stimulering (20%) - 2 dood in observatieperiode na stimulering (10%) Van de 16 vissen die in eerste instantie overleefden hadden er: - 5 bloedingen dicht bij de wervelkolom (31%); - 4 een breuk in de wervelkolom (25%); |
| Effecten op hondshaaien in laboratoriumomstandigheden                            | - Geen sterfte - Lichamelijke reacties dichtbij elektroden zoals spiercontracties - Weinig effecten op gedrag en voedselopname na proeven - Eiproductie niet aangetast |
| Effecten op bodemdieren in laboratoriumomstandigheden                            | - Reactie afhankelijk van soort - Lagere overlevingskans voor zager, strandkrab en mesheft - Verminderde (5-15%) voedselopname strandkrab |
| Overlevingskansen bodemdieren in trawlspoor                                      | Sterke aanwijzingen dat bodemdieren in het trawlspoor een grotere overlevingskans hebben bij de pulsvisserij dan bij de boomkorvisserij |

| Indexcijfers boomkor en pulskor voor opbrengst, kosten en netto overschot, jaar 2012. |         |         |
|                                                                                       | Boomkor | Pulskor |
| Opbrengst                                                                             | 100     | 100     |
| Kosten                                                                                | 107     | 89      |
| Netto resultaat                                                                       | −7      | 11      |

Het brandstofverbruik in de pulskorvisserij kwam in 2012 gemiddeld 45% lager uit in vergelijking met de traditionele boomkorvisserij. Dit komt doordat bij pulskorvisserij de vissnelheid gemiddeld minimaal 1 zeemijl per uur lager ligt, het vistuig lichter van materiaal is en het minder weerstand van de bodem ondervindt. Het netto overschot (de winst) in de pulskorvisserij is gemiddeld 578 euro per zeedag hoger dan in de traditionele boomkorvisserij (jaar 2012). Vooral het lagere brandstofverbruik en daarmee ook lagere brandstofkosten per zeedag, maar ook de relatief hogere opbrengst aan tong dragen bij aan dit resultaat. De ongewenste bijvangst in de pulskorvisserij is lager dan in de traditionele boomkorvisserij. Per uur worden minder ondermaatse schol gevangen en ook het aantal bodemdieren in de vangst is lager.
| Vergelijking puls- en boomkortechniek, pk-klasse 1.500-2.000 pk, gemiddelden voor het jaar 2012. |                                              |                                              |
|                                                                                                  | Pulskorvisserij                              | Boomkorvisserij met kettingen                |
| Vissnelheid                                                                                      | 5,5 zeemijl/uur                              | 6,5 zeemijl/uur                              |
| Brandstofverbruik                                                                                | 4.100 liter/zeedag 2,21 liter gasolie/kg vis | 7.400 liter/zeedag 2,36 liter gasolie/kg vis |
| Aanlanding vis                                                                                   | 1.900 kg vis/zeedag                          | 3.100 kg vis/zeedag                          |
| Opbrengst vis                                                                                    | 2,17 euro/liter gasolie                      | 1,23 euro/liter gasolie                      |